# Contra Apió
Contra Apió (llatí: Contra Apionem o In Apionem) és una obra en grec escrita cap al 93 dC per l'historiador jueu Flavi Josep, també coneguda com a Sobre l'Antiguitat dels jueus, títol que indica el seu caràcter polèmic contra un gramàtic egipci, Apió que havia desacreditat la validesa i antiguitat del judaisme. En ella, Josep emfatitza amb diverses fonts el valor de la religió, el poble i la cultura jueva, davant un públic hel·lenitzat. Conté importants dades històriques sobre el poble jueu, i també al·lusions a la cronologia de l'antic Egipte, els hicsos, i la successió faraònica, extrets de l'historiador Manethó. En aquesta obra es troba una descripció dels llibres sagrats del Tanach, la Bíblia Hebrea.